# Голочеловы (дворянский род)
Голочеловы (Голочоловы, Голочаловы, Голачевы) — древний русский дворянский род.
Вероятно, что род Голочеловых происходит из рода Морозовых, где в их родословной росписи указан Дмитрий Михайлович, у которого 5-й сын Иван Дмитриевич по прозванию Голочел и записаны его дети и внуки с устоявшимся прозванием Голочеловы.

## История рода
Никита Иванович Близнин-Голочел продал пустоши Близнино, Кандратовца Зяблицево во Владимирском уезде (1498/99).
Борис Иванович воевода в Белой (1564). Борис Дмитриевич упомянут в Дворовой тетради по Ржеву (1550). Кирилл Голочелов с женою казнены в Новгороде (1570), их имена записаны в синодик опальных людей. Юрий Борисович владел поместьем в Московском уезде (1573). Трое представителей рода владели поместьями в Костромском уезде (1585).
Пётр и Иван Борисовичи служили по Коломне в городовых дворянах (1577), Иван Борисович, объезжий голова в Москве (1596), воевода в Арзамасе (1606—1607), Угличе (1613), Устюжне Железопольской (1614—1617), Балахне (1617), имел оклад 30 рублей и земельный поместный оклад 600 четвертей, продал вдове боярина Михаила Богдановича Сабурова — Ульяне село Туральсково (Таралыково) в Кацком стане (1617).
Семён, Алёна, Пётр и Василий Андреевичи, Андрей, Василий и Пётр Голочеловы участники осадного сидения (1618), получили право на получение вотчин.
Дочь Петра Голочелова вышла замуж за князя Григория Михайловича Ухтомского (1648). Герасим Голочелов стрелецкий сотник в Астрахани (1661), стрелецкий голова (1667), послан против яицких казаков. Дмитрий Голочелов был головою у астраханских пеших стрельцов (1692).

## Известные представители
- Голочелов Андрей Иванович — московский дворянин (1616), воевода в Тотьме (1616).
- Голочелов Пётр Андреевич — стольник патриарха Филарета (1627—1629), московский дворян (1636—1640).
- Голочелов Семён Андреевич — патриарший стольник (1627—1629), московский дворянин (1636—1640), воевода в Мещовске (1645), Галиче (1648—1651).
- Голочелов Иван Юрьевич — упомянут в можайских писцовых книгах (1626—1627).
- Голочелов Василий Андреевич — московский дворянин (1636—1640)[5][6][7].